# Acronychia pullei
Acronychia pullei är en vinruteväxtart som beskrevs av Carl Karl Adolf Georg Lauterbach. Acronychia pullei ingår i släktet Acronychia och familjen vinruteväxter. Inga underarter finns listade i Catalogue of Life.